# HMS Duke of York (1941)
HMS Duke of York (17) was een Brits slagschip uit de Tweede Wereldoorlog. Het behoorde tot de King George V-klasse en was een zusterschip van onder andere HMS Prince of Wales. HMS Duke of York was het vlaggenschip van de Britse Grote Oceaan-vloot aan het einde van de oorlog. Het werd vernoemd naar de Hertog van York.

## Levensloop

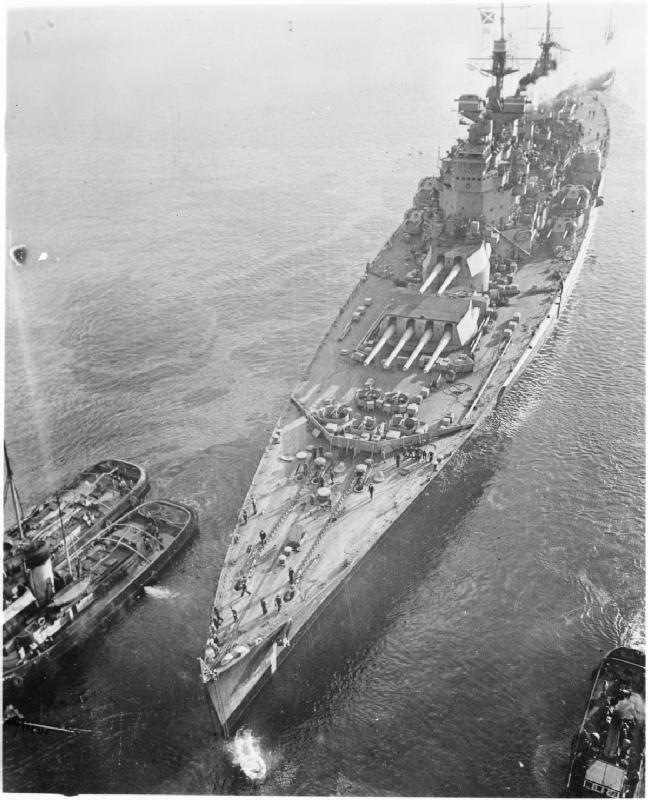
HMS Duke of York verlaat droogdok van Rosyth

De kiellegging van HMS Duke of York vond plaats op 5 mei 1937 bij de scheepswerf van John Brown & Company in Clydebank, Schotland. Het schip werd te water gelaten op 16 september 1939. De Duke of York had moeten deelnemen aan de jacht op het Duitse slagschip Bismarck, maar het kon niet snel genoeg ter plaatse zijn. HMS Duke of York zou later nog van zich doen spreken bij het tot zinken brengen van een ander groot oppervlakteschip van de Duitse Kriegsmarine. Tijdens de proefvaart voer het schip in december 1941, met de Britse premier Winston Churchill aan boord, naar de Verenigde Staten voor een overleg met de Amerikaanse president Franklin D. Roosevelt in Annapolis, Maryland. Op 22 december 1941 kwam het slagschip daar aan. In maart 1942 begeleidde het schip de konvooien naar de Sovjet-Unie. Toen de Duke of York konvooi PQ-12 begeleidde, was het de bedoeling dat het schip de Tirpitz zou onderscheppen, die op de loer lag van de geallieerde konvooien naar Moermansk. Op 6 maart kwam de Tirpitz in actie op zee maar er vond geen gevecht plaats met de Duke of York.

## DeScharnhorst
Eind december 1943 maakte HMS Duke of York deel uit van de Home Fleet. Ze had tot taak de konvooien tussen Groot-Brittannië en de Sovjet-Unie te begeleiden. De Duitse oppervlakteschepen, die hun bases hadden in Noorwegen, vormden een voortdurende bedreiging van deze konvooien. De Duitse schepen meden uiteraard de Britse wateren en daarom opereerden ze vanuit de Noorse fjorden.
Een van die schepen was de Scharnhorst. Toen konvooi JW-55B in de buurt van Noorwegen kwam, verliet de Scharnhorst haar basis zette ze koers richting het konvooi. In de daaropvolgende Zeeslag bij de Noordkaap plaatste HMS Duke of York een cruciale treffer in het ketelruim van de Scharnhorst. Hierdoor werd het schip gedwongen vaart te minderen en kon het niet meer aan de Britten ontkomen. Dit zou uiteindelijk leiden tot zijn ondergang in de zeeslag nabij de Noordkaap en het eiland Jan Mayen.
De Scharnhorst stevende noordwaarts, achtervolgd door HMS Duke of York en haar escorte dat onder meer bestond uit de kruisers HMS Jamaica, HMS Belfast, HMS Norfolk en de torpedobootjagers HMS Matchless, HMS Musketeer, HMS Opportune, HMS Virago en HMS Scorpion. Het Duitse slagschip kon alleen zijn achterste geschuttoren in stelling brengen. De voorste geschuttorens moesten hun kanonnen naar achteren baksen om nog te kunnen vuren. HMS Duke of York werd getroffen door een granaat die echter niet explodeerde. De Duitsers kregen te kampen met munitiegebrek, vooral bij de achterste hoofdgeschuttorens. De munitie moest door de bemanning van de voorste hoofdgeschuttorens naar de achterste torens worden gebracht. Dit zorgde voor tijdverlies. Uiteindelijk werd de Scharnhorst door HMS Duke of York zwaar getroffen en werd ze getorpedeerd door haar escorteschepen en kwam ze stil te liggen. Toen kapseisde het Duitse slagschip en verdween het omstreeks 19.38 uur met nog langzaam draaiende schroeven onder de golven. Vele Duitse manschappen gingen met hun schip ten onder.
36 Duitse drenkelingen werden uit het ijskoude water gered en onmiddellijk opgevangen door de Britten. De jager HMS Scorpion redde 30 drenkelingen en de jager HMS Matchless redde er 6. De Duitse bemanning kreeg warme kleren en kon bijkomen van alle emoties. De volgende dag om klokslag 15.00 uur brachten admiraal Sir Bruce Fraser en de état-major van HMS Duke of York een bezoek aan de Duitse bemanning. De Britten salueerden de al in de houding staande Duitse manschappen, die in vijf gelederen in de kleine ruimte stonden opgesteld. Het was een blijk van erkenning en respect voor de verslagen en gesneuvelde tegenstander.

## Verre Oosten
Het tot zinken brengen van de Scharnhorst betekende een aanzienlijke lastenverlichting voor de Home Fleet, die tot dan toe genoodzaakt was sterke eenheden achter de hand te houden. Na een modernisering in Liverpool in 1944, die onder meer de versterking van de luchtafweerbewapening omvatte, vertrok HMS Duke of York met een flottielje naar het Verre Oosten om zich daar te voegen bij de British Pacific Fleet, die zich aan het opmaken was voor de invasie van Okinawa. Ze bleef het vlaggenschip van de Britse Pacific Fleet tot aan de capitulatie van Japan.

## Na de oorlog
Na het einde van de oorlog, bleef HMS Duke of York in dienst tot april 1949. Slagschepen waren nu verouderd en bovendien kon Groot-Brittannië het zich in de naoorlogse periode niet langer veroorloven slagschepen in dienst te hebben. HMS Duke of York werd gesloopt in 1957 bij Faslane, Schotland.
Een opvallend kenmerk van HMS Duke of York was het verlengde vuurleidingbordes op de achterste schoorsteen. Het strekte zich uit tot aan het sloependek (tijdens de werfonderhoudsbeurt was de vliegtuigkatapult verwijderd).

## HMS Duke of York(17), (1940)
- Type en Klasse: Slagschip - King George V-klasse
- Planning bouw: 16 november 1936
- Scheepswerf: John Brown and Company, Clydebank, Schotland
- Kiellegging: 5 mei 1937
- Te water gelaten: 28 februari 1940
- In dienst gesteld: 4 november 1941
- Uit dienst gesteld: november 1951
- Van de sterkte afgevoerd: 18 mei 1957
- Gesloopt: 1957 - Shipbreaking Industries, Ltd., Faslane, Schotland

### Algemene kenmerken
- Waterverplaatsing: 42.500 ton
- Lengte: 745 voet - (227,10 m) - 740 voet (225,60 m waterlijn)
- Breedte: 103 inch - (31,40 m)
- Diepgang: 34 voet - (10,50 m)
- Voortstuwing: 8 Admiralty driecilinderketels
- 4 paar Parsons turbines
- 3 vierbladige schroeven (4,42 m diameter)
- Vermogen: 110.300 pk met vier schroefassen
- Snelheid: 28,3 knopen
- Actieradius: 6.000 zeemijl bij 14 knopen - 5.600 zeemijl bij 10 knopen (1944)
- Bemanning: 1.556 officieren en matrozen

### Bewapening
- 10 x BL 14-inch/45 (356 mm) Mark VII: 1 tweeling Mark II geschuttoren en twee vierloops Mk III kanonnen
- 16 x snelvuurkanonnen van 5,25-inch/50 (133 mm) in acht dubbele Mk I geschuttorens
- 64 x tweeponder snelvuurmitrailleurs van (40 mm) Mk VIII in 8 vierloops opstellingen
- 24 x tweeponder snelvuurmitrailleurs van (40 mm) Mk VIII in 6 vierloops opstellingen
- 8 x 40 mm Bofors luchtafweermitrailleurs in twee Mk I vierloops opstellingen
- 16 x 20 mm Oerlikon luchtafweermitrailleurs in 8 Mk V dubbelloops opstellingen
- 39 x 20 mm Oerlikon luchtafweermitrailleurs in Mk IIIA enkelloops opstellingen
- Vliegtuigen: 4 x Supermarine Walrus watervliegtuigen, een katapult (begin 1944 verwijderd ten behoeve van het vuurleidingbordes)